# Jekaterina Olegowna Jefremenkowa
Jekaterina Olegowna Jefremenkowa (russisch Екатерина Олеговна Ефременкова; * 31. Dezember 1997 in Tscheljabinsk) ist eine russische Shorttrackerin.

## Werdegang
Jefremenkowa startete erstmals im Februar 2016 in Dresden im Weltcup und belegte dabei die Plätze 19 und 13 über 1500 m. Beim folgenden Weltcup erreichte sie in Dordrecht mit dem zweiten Platz mit der Staffel ihre erste Podestplatzierung im Weltcup. Bei den Weltmeisterschaften 2016 in Seoul holte sie die Bronzemedaille mit der Staffel. In der Saison 2016/17 belegte sie sechsmal im Weltcupeinzel eine Top-Zehn-Platzierung, darunter Platz zwei über 1500 m in Minsk und errang damit den fünften Platz in der Weltcupwertung über 1500 m. Bei den Juniorenweltmeisterschaften im Januar 2017 in Innsbruck gewann sie die Silbermedaille mit der Staffel. Im März 2017 wurde sie bei den Weltmeisterschaften in Rotterdam Sechste mit der Staffel. In der Weltcupsaison 2017/18 kam sie in Budapest auf den dritten Platz und in Seoul auf den zweiten Rang mit der Staffel. Bei den Europameisterschaften 2018 in Dresden holte sie die Goldmedaille mit der Staffel und errang zudem den zehnten Platz im Mehrkampf. Beim Saisonhöhepunkt, den Olympischen Winterspielen 2018 in Pyeongchang, lief sie auf den zehnten Platz über 1000 m und auf den fünften Rang mit der Staffel. Ihre besten Platzierungen bei den Weltmeisterschaften 2018 in Montreal waren der 14. Platz über 1000 m und der siebte Rang mit der Staffel.
In der Saison 2018/19 holte Jefremenkowa je zwei Siege mit der Staffel und der Mixed-Staffel. Zudem wurde sie je einmal mit der Staffel und über 1500 m Zweite und Dritte und erreichte zum Saisonende den vierten Platz im Weltcup über 1500 m. Bei den Europameisterschaften 2019 in Dordrecht gewann sie die Silbermedaille mit der Staffel. Im Mehrkampf errang sie dort den zehnten Platz. Im März 2019 holte sie bei den Weltmeisterschaften in Sofia die Silbermedaille mit der Staffel und belegte im Mehrkampf den 15. Platz. Bei der Winter-Universiade 2019 in Krasnojarsk gewann sie über 1000 m und 1500 m jeweils die Bronzemedaille, über 500 m die Silbermedaille und mit der Staffel die Goldmedaille. In der folgenden Saison kam sie mit der Staffel viermal auf den zweiten Platz und belegte in Salt Lake City den ersten Rang mit der Staffel. Zudem wurde sie in Montreal Dritte über 1000 m. Bei den Europameisterschaften 2020 in Debrecen holte sie die Bronzemedaille mit der Staffel.

## Weltcupsiege im Team
| Nr. | Datum            | Ort              |
| --- | ---------------- | ---------------- |
| 1.  | 4. November 2018 | Calgary 1        |
| 2.  | 3. Februar 2019  | Dresden 1        |
| 3.  | 3. Februar 2019  | Dresden 2        |
| 4.  | 10. Februar 2019 | Turin 3          |
| 5.  | 3. November 2019 | Salt Lake City 4 |
| 6.  | 31. Oktober 2021 | Nagoya 5         |

## Persönliche Bestzeiten
- 500 m      43,215 s (aufgestellt am 5. März 2019 in Krasnojarsk)
- 1000 m    1:27,974 min. (aufgestellt am 1. November 2019 in Salt Lake City)
- 1500 m    2:17,794 min. (aufgestellt am 12. November 2016 in Salt Lake City)
- 3000 m    5:34,992 min. (aufgestellt am 29. Dezember 2018 in Kolomna)